# Ханкенсбител
Ханкенсбител (њем. Hankensbüttel) општина је у њемачкој савезној држави Доња Саксонија. Једно је од 41 општинског средишта округа Гифхорн. Према процјени из 2010. у општини је живјело 4.370 становника. Посједује регионалну шифру (AGS) 3151011.

## Географски и демографски подаци
Ханкенсбител се налази у савезној држави Доња Саксонија у округу Гифхорн. Општина се налази на надморској висини од 82 - 114 метара. Површина општине износи 34,8 km². У самом мјесту је, према процјени из 2010. године, живјело 4.370 становника. Просјечна густина становништва износи 126 становника/km².

## Међународна сарадња
| Мјесто | Држава    | Врста сарадње | Од    |
| ------ | --------- | ------------- | ----- |
|        | Француска | партнерство   | 1984. |
| Извор  |           |               |       |